# من قلبم را به شما دادم
من قلبم را به شما دادم (به هندی: Maine Dil Tujhko Diya)یا دلم را به تو دادم فیلمی محصول سال ۲۰۰۲ و به کارگردانی سهیل خان است. در این فیلم بازیگرانی همچون سهیل خان، سمیرا ردی، سانجی دات، دالیپ تاهیل، کبیر بدی، راجپال یاداو، اعجاز خان، بابی دارلینگ ایفای نقش کرده‌اند.